# Cantone di Annecy-4
Il Cantone di Annecy-4 (canton di Seynod dal 1973 al 2020) è un cantone francese dell'arrondissement di Annecy.
A seguito della riforma approvata con decreto del 13 febbraio 2014, che ha avuto attuazione dopo le elezioni dipartimentali del 2015, è passato da 12 a 11 comuni perdendo il comune di Sévrier, trasferito al cantone di Annecy-2.

## Composizione
Comprende gli 11 comuni di:
- La Chapelle-Saint-Maurice
- Chavanod
- Cran-Gevrier
- Duingt
- Entrevernes
- Leschaux
- Montagny-les-Lanches
- Quintal
- Saint-Eustache
- Saint-Jorioz
- Seynod